# On an Island
Albums de David Gilmour
About Face
(1984) Live in Gdańsk
(2008)
On an Island est le troisième album de David Gilmour, le guitariste et chanteur de Pink Floyd. Il sort le 6 mars 2006, jour de son soixantième anniversaire.
L'album donne lieu à une tournée d'une trentaine de dates, dont le concert du Royal Albert Hall Après 6 mois, un million d'exemplaires se sont déjà vendus. Gilmour réunit alors Richard Wright de Pink Floyd, le guitariste Phil Manzanera et les musiciens de tournées de longue date de Pink Floyd, Guy Pratt et Jon Carin, ainsi que Steve DiStanislao comme batteur. Les spectacles comprennent l'intégralité de l'album On an Island ainsi que des chansons de Pink Floyd telles que Shine On You Crazy Diamond, Echoes, Fat Old Sun, Arnold Layne, High Hopes, Wish You Were Here et Comfortably numb, parmi d'autres. Aucune chanson des deux précédents albums solo de Gilmour n'est jouée. La tournée est documentée sur le DVD/Blu-ray Remember That Night et l’album/DVD Live in Gdansk.

## Titres
Toutes les chansons sont de David Gilmour et Polly Samson, sauf mention contraire.
1. Castellorizon (David Gilmour) – 3:54
2. On an Island – 6:47
3. The Blue – 5:26
4. Take a Breath – 5:35
5. Red Sky at Night (David Gilmour) – 2:43
6. This Heaven – 4:14
7. Then I Close My Eyes – 5:19
8. Smile – 4:02
9. A Pocketful of Stones – 6:17
10. Where We Start (David Gilmour) – 6:23

## Musiciens
- David Gilmour : chant, guitares, cümbüş, saxophone alto (5), orgue Hammond, piano, piano électrique, percussions, harmonica basse
- Rado Klose : guitare (2, 3)
- Phil Manzanera : guitare (4, 6, 7)
- Guy Pratt : basse (2, 4)
- Chris Laurence : contrebasse (5, 9)
- Richard Wright : orgue Hammond (2), chœurs (3)
- Chris Stainton : orgue Hammond (3)
- Georgie Fame : orgue Hammond (6)
- Jools Holland : piano (3)
- Polly Samson : piano (3), chant (8)
- Leszek Możdżer : piano (4, 9)
- Chris Thomas : claviers (9)
- Robert Wyatt : cornet à pistons (7)
- Andy Newmark : batterie, percussions (2, 3, 6, 7, 10)
- Ged Lynch : batterie (4)
- Willie Wilson : batterie (8)
- David Crosby : chœurs (2)
- Graham Nash : chœurs (2)
- Alasdair Malloy : harmonica de verre (7, 9)
- Lucy Wakeford : harpe (9)
- Caroline Dale : violoncelle (4, 5, 7)
- Zbigniew Preisner : orchestrations